# Trek (chaîne de télévision)
Trek est une chaîne de télévision thématique française, propriété de Mediawan Thematics.La chaîne propose une offre documentaire destinés aux amateurs ou experts, ainsi que tous les passionnés de sensations fortes.

## Histoire de la chaîne
Trek commence sa diffusion depuis le 2 février 2015 en remplacement de la chaîne Escales. 
La chaîne n'est plus disponible sur la TV d'Orange depuis le 9 juillet 2020 et sur Canal+ depuis le 1er septembre 2020,. 

## Organisation
- Directeur général de Mediawan Thematics

Vincent Grynbaum
- Directrice générale adjointe chargée des contenus

Sonia Latoui
- Directrice des antennes, de la programmation et des productions chaines documentaires Mediawan Thematics

Marie De Maublanc
- Directrice adjointe chargée des antennes et de la programmation des chaines documentaires Mediawan Thematics

Chloé Jouve
- Responsable éditorial

Stéphanie Gracieux

## Programmes
La chaîne diffuse des programmes dédiés à l'aventure, à l'exploit et aux sensations fortes.
Chaque soir de la semaine, Trek propose des sports différents : sport extrême le lundi, outdoor le mardi, ski/snowboard le mercredi, expéditions le jeudi, défis le vendredi, surf le samedi et escalade le dimanche.
La chaîne diffuse ses programmes 24 h/24 à ce jour.

## Diffusion
France:
- Canal + : En option uniquement sur  myCanal
- Free : À la carte et en option dans les packs : BIS Premium, BIS Ultimum, BIS Panorama. Canal n°209
- Bouygues : Dans le bouquet Famille et dans le bouquet Divertissement. Canal n°125
- SFR : Dans le bouquet  Power Premium et dans le bouquet Famille. Canal n°174
- Bis TV : Dans le bouquet Panorama Ultimum. Canal n°37
- Molotov
- Amazon Channels

 Belgique : 
- Proximus : Canal n°72